# Svensk mesterskab i ishockey 1943
Det svenske mesterskab i ishockey 1943 var det 21. svenske mesterskab i ishockey for mandlige klubhold. Mesterskabet havde deltagelse af 22 klubber og blev afviklet som en cupturnering i perioden 21. februar - 19. marts 1943.
Mesterskabet blev vundet af Hammarby IF, som blev svenske mestre for anden sæson i træk og sjette gang i alt. I finalen vandt Hammarby IF med 4-1 over IK Göta under overværelse af 2.723 tilskuere på Stockholms stadion. Hammarby IF bragte sig foran 1-0 i første periode ved Stig Emanual Andersson, som også øgede føringen til 2-0 i anden periode, og inden den anden periodepause bragte Kurt Kjellström forspringet op på 3-0. I tredje periode reducerede Wilhelm Wallenkampf til 1-3 for IK Göta, inden Kurt Kjellström slog sejren fast med sin scoring til 4-1 et halvt minut før tid.
Hammarby IF var i SM-finalen for andet år i træk og 11. gang i alt. IK Göta havde også kvalificeret sig til slutkampen for 11. gang i alt, men det var blot tredje gang, at holdet måtte nøjes med sølvmedaljerne. De to hold havde tidligere mødtes i SM-finalerne i 1922, hvor IK Göta vandt, og i 1933 med Hammarby IF som sejrherre.

## Resultater

### Kvalifikationsrunde
| 21. februar | BK Forward - Nacka SK                 | 1–4  |
| 21. februar | Forshaga IF - Tranebergs IF           | 0–2  |
| 21. februar | Mora IK - Brobergs IF                 | 5–3  |
| 21. februar | Wifsta/Östrands IF - IFK Nyland       | 4–1  |
| 21. februar | Brynäs IF - IF Vesta                  | 9–2  |
| 21. februar | IF Verdandi - Norrköpings AIS         | w.o. |
| 21. februar | Surahammars IF - UoIF Matteuspojkarna | 0–3  |
| 21. februar | AIK - Västerås SK                     | 5–2  |

### Første runde
| 28. februar | AIK - Norrköpings AIS                | w.o. |
| 28. februar | Mora IK - Brynäs IF                  | 1–0  |
| 28. februar | Karlbergs BK - Nacka SK              | 1–5  |
| 28. februar | Wifsta/Östrands IF - IK Göta         | 0–1  |
| 4. marts    | Reymersholms IK - Årsta SK           | 2–3  |
| 4. marts    | Tranebergs IF - UoIF Matteuspojkarna | 2–3  |

### Kvartfinaler
| Dato      | Kamp                                 | Res. | Perioder      | Tilsk.   | Spillested |
| --------- | ------------------------------------ | ---- | ------------- | -------- | ---------- |
| 6. marts  | Mora IK - Hammarby IF                | 1–7  | 0-0, 0-5, 1-2 | 800-1000 |            |
| 9. marts  | Nacka SK - AIK                       | 3–7  |               |          |            |
| 10. marts | Årsta SK - IK Göta                   | 1–8  |               |          |            |
| 12. marts | UoIF Matteuspojkarna - Södertälje SK | 4–6  |               |          |            |

### Semifinaler
| Dato      | Kl.   | Kamp                        | Res. | Perioder      | Tilsk. | Spillested         |
| --------- | ----- | --------------------------- | ---- | ------------- | ------ | ------------------ |
| 16. marts | 19:30 | Hammarby IF - Södertälje SK | 3–2  | 2-1, 0-0, 1-1 | 939    | Stockholms stadion |
| 17. marts |       | IK Göta - AIK               | 4–3  |               |        |                    |

### Finale
| Dato      | Kl.   | Kamp                  | Res. | Perioder      | Tilsk. | Spillested         |
| --------- | ----- | --------------------- | ---- | ------------- | ------ | ------------------ |
| 19. marts | 19:30 | Hammarby IF - IK Göta | 4–1  | 1-0, 2-0, 1-1 | 2.723  | Stockholms stadion |

## Spillere
Hammarby IF's mesterhold bestod af følgende spillere:
- Stig Emanuel "Stickan" Andersson (5. SM-titel)
- Åke "Plutten" Anderssson (4. SM-titel)
- Sven "Svenne Berka" Bergquist (4. SM-titel)
- Svante Granlund (1. SM-titel)
- Ragnar "Ragge" Johansson (4. SM-titel)
- Kurt "Kurre Kjellis" Kjellström (2. SM-titel)
- Gunnar "Robert Taylor" Landelius (2. SM-titel)
- Bengt Liedstrand (5. SM-titel)
- Holger "Hogge" Nurmela (2. SM-titel)